# Системы индексации автотранспорта в Китае
В КНР для обозначения автомобильной продукции используется своя система классификации и наименований (индексации). Современная система была введена в 1989 году и использует в качестве основания классификации рабочий объём двигателя для легковых автомобилей, полную массу для грузовых и длину для автобусов.. Система до сих пор используется, пусть и на уровне заводских обозначений, как например GHA7201AAC5AHEV. Основным отличием от советской системы было то, что выдачей индексов занимался не отдельный орган, а сам завод.
Обозначения моделей в Китае всегда начинаются с группы букв от двух до четырёх, являющимися аббревиатурами или сокращениями завода, где производится модель (CA, от Чанчунь - First Automotive Works; SH, от Шанхай - SAIC Motor и т.д.) Также после основного индекса могут идти буквы, обозначающие модификацию той или иной машины (например SH760A/SH760B).

## Система индексации 1956 года[1]
В первой системе использовались лишь две цифры; первая означала тип транспортного средства, вторая - фабричное число модели. Примеры автомобилей, названных по индексации 1956 года: Jiefang CA30, Dongfeng CA71, Hongqi CA72.
| цифра | тип                   |
| ----- | --------------------- |
| 1     | грузовой автомобиль   |
| 3     | внедорожник           |
| 4     | самосвал              |
| 5     | специальный транспорт |
| 7     | легковой автомобиль   |

## Система индексации 1958 года[1]
Была введена третья цифра посередине, которая означала класс автомобиля. Тогда для основания классификации использовался объём двигателя для легковых автомобилей, грузоподъёмность для грузовиков и количество сидений для автобусов. Примеры автомобилей, названных по индексации 1958 года: Shanghai SH760, Huanghe JN150, Hongqi CA770.

### Грузовики (100)
- 110—119: грузоподъёмность менее 600 кг
- 120—129: грузоподъёмность от 600 до 1500 кг
- 130—139: грузоподъёмность от 1500 до 3000 кг
- 140—149: грузоподъёмность от 3 до 5 тонн
- 150—159: грузоподъёмность от 5 до 9 тонн
- 160—169: грузоподъёмность от 9 до 12 тонн

### Внедорожники (200)
- 210—219: грузоподъёмность менее 600 кг
- 220—229: грузоподъёмность от 600 до 1000 кг
- 230—239: грузоподъёмность от 1 до 2 тонн
- 240—249: грузоподъёмность от 2 до 4 тонн
- 250—259: грузоподъёмность от 4 до 7 тонн
- 260—269: грузоподъёмность от 7 до 12 тонн
- 270—279: грузоподъёмность от 12 до 15 тонн

### Самосвалы (300)
- 330—339: грузоподъёмность менее 2.5 тонн
- 340—349: грузоподъёмность от 2.5 до 4.5 тонн
- 350—359: грузоподъёмность от 4.5 до 7.5 тонн
- 360—369: грузоподъёмность от 7.5 до 15 тонн
- 370—379: грузоподъёмность от 15 до 30 тонн
- 380—389: грузоподъёмность от 30 до 50 тонн
- 390—399: грузоподъёмность более 50 тонн

### Седельные тягачи (400)
Неизвестно.

### Специальный транспорт (500)
Неизвестно.

### Автобусы (600)
- 610—619: менее 8 сидений
- 620—629: от 8 до 15 сидений
- 630—639: от 15 до 22 сидений
- 640—649: от 22 до 30 сидений
- 650—659: от 30 до 40 сидений
- 660—669: более 40 сидений

### Легковые автомобили (700)
- 710—719: объём двигателя менее 0.4 л
- 720—729: грузоподъёмность от 0.4 до 0.7 л
- 730—739: грузоподъёмность от 0.7 до 1.3 л
- 740—749: грузоподъёмность от 1.3 до 2 л
- 750—759: грузоподъёмность от 2 до 3 л
- 760—769: грузоподъёмность от 3 до 4.5 л
- 770—779: грузоподъёмность от 4.5 до 6 л

### Электромобили (800)
Неизвестно.

### Прицепы и полуприцепы (900)
Неизвестно.

## Система индексации 1989 года[1]
В 1989 было очередное обновление системы, система стала четырёхзначной. Данная система имела гораздо больше смысла, так как вторая и третья цифры вместе давали ключевую информацию об автомобиле. Для грузовиков и автобусов основными параметрами классификации стали полная масса и габаритная длина соответственно.

### Грузовики (1000), внедорожники (2000), самосвалы (3000), седельные тягачи (4000), специальный транспорт (5000)
Вторая и третья цифра означали полный вес автомобиля в тоннах. Например, BJ2020 это внедорожник с полной массой 2 тонны.

### Автобусы (6000)
Для автобусов, длиной меньше 10 метров, вторая и третья цифры обозначали длину автобуса в дециметрах, а для автобусов, длиной больше 10 метров, вторая и третья цифры обозначали длину автобуса в метрах. Например, CA6440 это автобус длиной 4.4 метра, а XML6118 - длиной 11 метров.
Многие китайские автопроизводители, за неимением лицензии по строительству легковых автомобилей, регистрировали свои легковые автомобили как автобусы, как например печально известный Maestrobus, имеющий индекс CA6400UA, и ставший звездой британской телепередачи Top Gear.

### Легковые автомобили (7000)
Вторая и третья цифры означали объём двигателя в литрах. Например, SH7221 это легковой автомобиль с двигателем объёма 2.2 литра.

### Электромобили (8000)
Неизвестно.

### Прицепы и автоприцепы (9000)
Неизвестно.